# Concentrație normală
În chimie concentrația normală sau normalitatea unei soluții este egală cu raportul dintre concetrația molară și factorul de echivalență (care reprezintă numărul de moli ce corespund unui echivalent (Eq)) al unei substanțe:
Normalitatea {\displaystyle ={\frac {c_{i}}{f_{\mathrm {eq} }}}}
De exemplu, 1 Eq Ca2+ = 1/2 moli Ca2+, deci factorul de echivalență (feq) pentru Ca2+  este 1/2.

## Unități
Simbolul normalității este „N”, iar unitatea de măsură derivată este „mol/L” (mol per litru). Câteodată, mai este folosit simbolul „Eq/L” sau „mEq/L” (=0.001 N) pentru medicină.